# Hrapavi endoplazmatski retikulum
Hrapavi endoplazmatski retikulum (grubi endoplazmatski retikulum) je vrsta endoplazmatske mrežice. Po svojim rubovima sadrži malene ribosome na kojima se odvija sinteza bjelančevina (proteina)i to:
- membranskih proteina
- proteina koji se izlučuju u vakuolu ili izvan stanice

Proteini koji će izlučivanjem završiti izvan stanice na ove načine:
- transportnim mjehurićima putuju izravno izvan stanice
- odlaze do diktiosoma gdje se modificiraju te modificirani napuštaju stanicu